# Exército Nacional da Birmânia

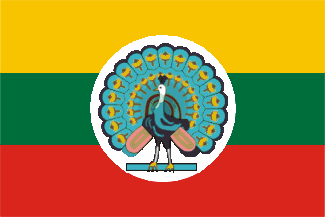
Bandeira da Birmânia em 1943.

Exército Nacional da Birmânia foram as forças armadas do governo birmanês, criadas e mantidas durante grande parte da Segunda Guerra Mundial pelos japoneses, que lutou ao lado das tropas nipônicas na Guerra da Birmânia (país hoje conhecido como Mianmar) entre 1942 e o começo de 1945, quando passou a combater ao lado dos Aliados, em luta para libertar o país da ocupação do Japão.